# Uliastaj
Uliastaj is een stad in Mongolië en is de hoofdplaats van de provincie Zavhan.
Uliastaj ligt op een hoogte van 1750 meter boven zeeniveau en telde in het jaar 2017 circa 16.300 inwoners. 

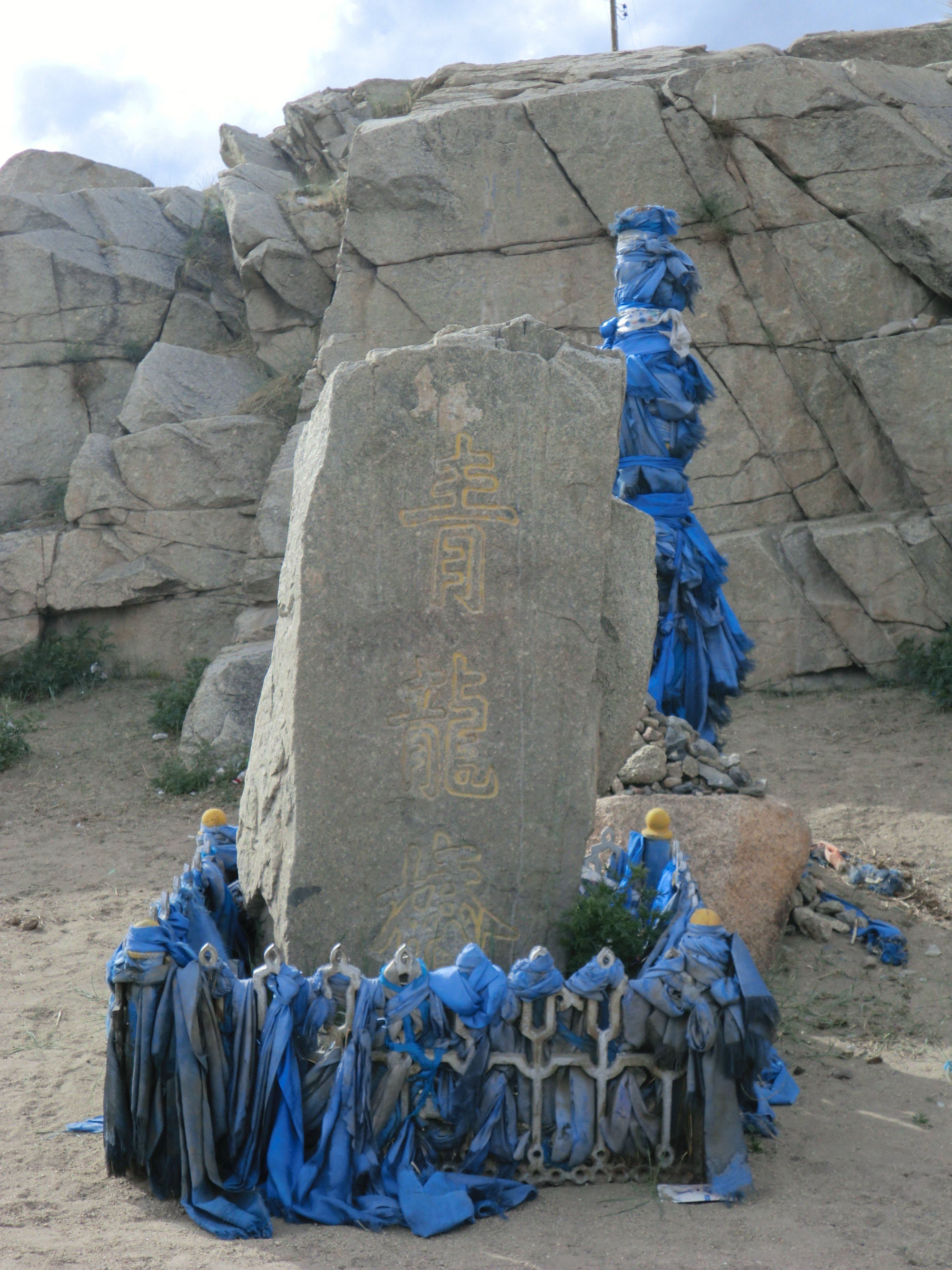
Markeersteen uit de Mantsjoe-tijd, er staat in Chinese karakters: Blauwe Draak Brug

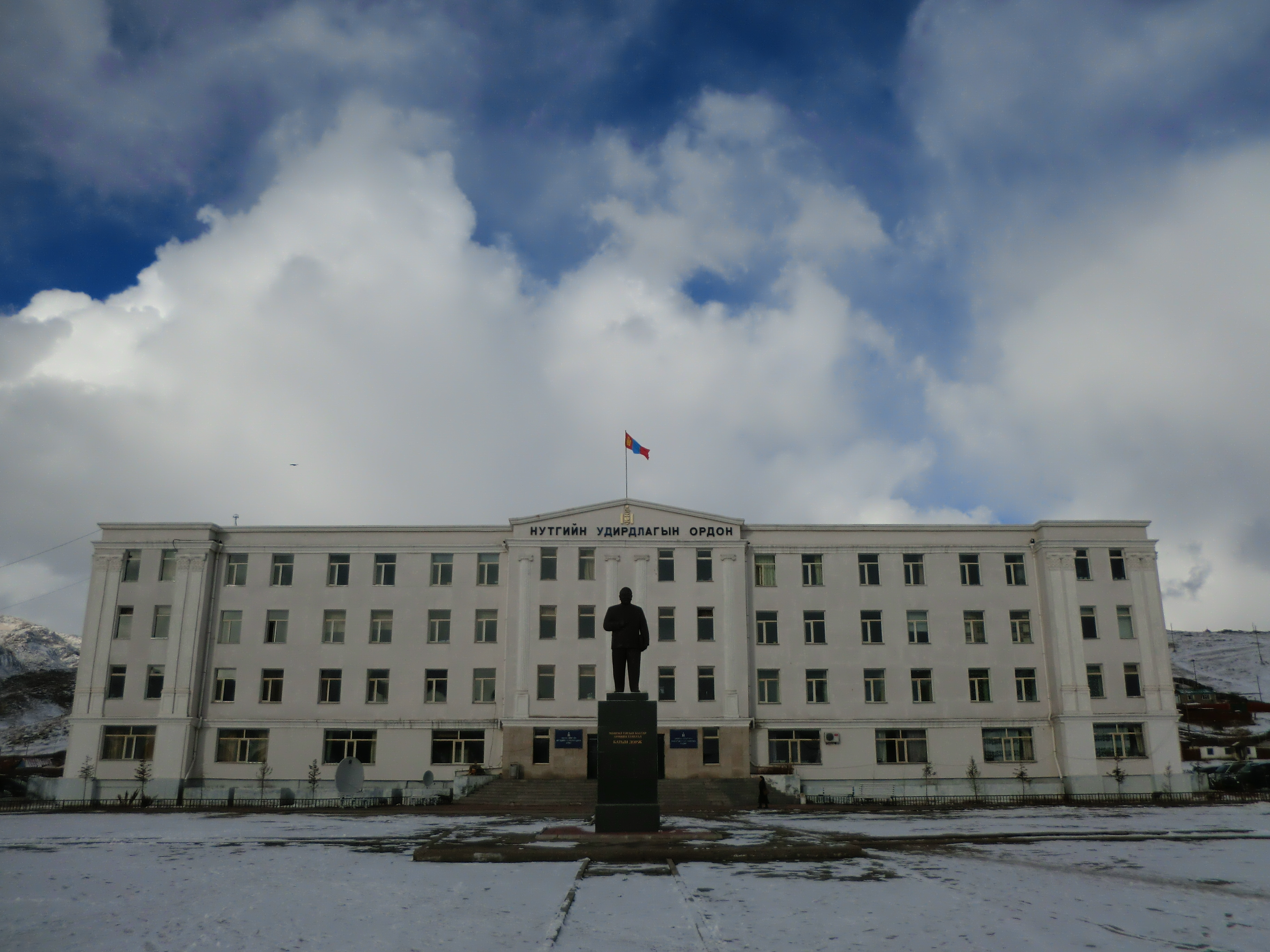
Overheidsgebouw

## Ligging
Uliastaj ligt in een riviervallei waar de Chigestaj en de Bogdiin Gol samenvloeiien, en wordt aan alle kanten door bergen omgeven. De stedelijke bebouwing bevindt zich zowel op de linker- als op de rechteroever, en tussen beide rivieren in. Het is een van de meest afgelegen provinciehoofdsteden in Mongolië.  Uliastaj heeft de status van een Sum (district) en vormt een enclave in de sum Aldarhaan.

## Geschiedenis
Net als de stad Hovd, is Uliastaj een van de oudste vestigingsplaatsen in Mongolië. Lange tijd is het een belangrijk centrum van karavaanhandel geweest, het was via kameelroutes verbonden met Urga (tegenwoordig Ulaanbaatar) in het oosten, met Hovd in het westen, met Barkol in Xinjiang in het zuidwesten, en Hohhot in het zuidoosten.
De stad is begin 18e eeuw ontstaan. Vanaf eind 17e eeuw was het gebied dat nu de republiek Mongolië is een deel geworden van het rijk van de Qing-dynastie. Ten westen van dat gebied lag Dzjoengarije. Eveneens vanaf eind 17e eeuw was er sprake van voortdurende conflicten tussen de Mantsjoes en de Dzjoengaren. Dat vereiste een vorm van een basiskamp voor de Mantsjoes om hun campagnes te organiseren. Op het hoogtepunt telde het garnizoen 3500 soldaten en was het omgeven door een Chinese handelswijk of "Maimaicheng". Ook de gouverneur-generaal vestigde zich in Uliastaj. De tentstad Urga lag te ver naar het oosten om als bestuurs- en garnizoensstad effectief te zijn. Uit het basiskamp is de stad Uliastaj ontstaan. 
In maart 1755 trok een leger van de Qing-dynastie vanuit Uliastaj op tegen Dzjoengarije. Na de vernietiging van Dzjoengarije nam het aantal functionarissen in Urga wel sterk toe. Urga was een aanzienlijk grotere stad, maar Uliastaj bleef tot aan de val van de Qing-dynastie in 1911 formeel de hoofdstad van Buiten-Mongolië. 
Tijdens de Mongoolse revolutie van 1911, waarbij Mongolië zich onafhankelijk verklaarde van China, vluchtte de militair gouverneur van Uliastaj met zijn staf en bewaking uit het fort, onder bescherming van Kozakken. Sporen van de Mantsjoe-periode zijn nog te zien: overblijfselen van het fort bij de Bogdiin-rivier niet ver buiten de stad, boeien en martelwerktuigen die de Mantsjoes gebruiken zijn te zien in het oudheidkundig museum, en een rotsblok in het centrum is voorzien van Chinese karakters.

## Transport

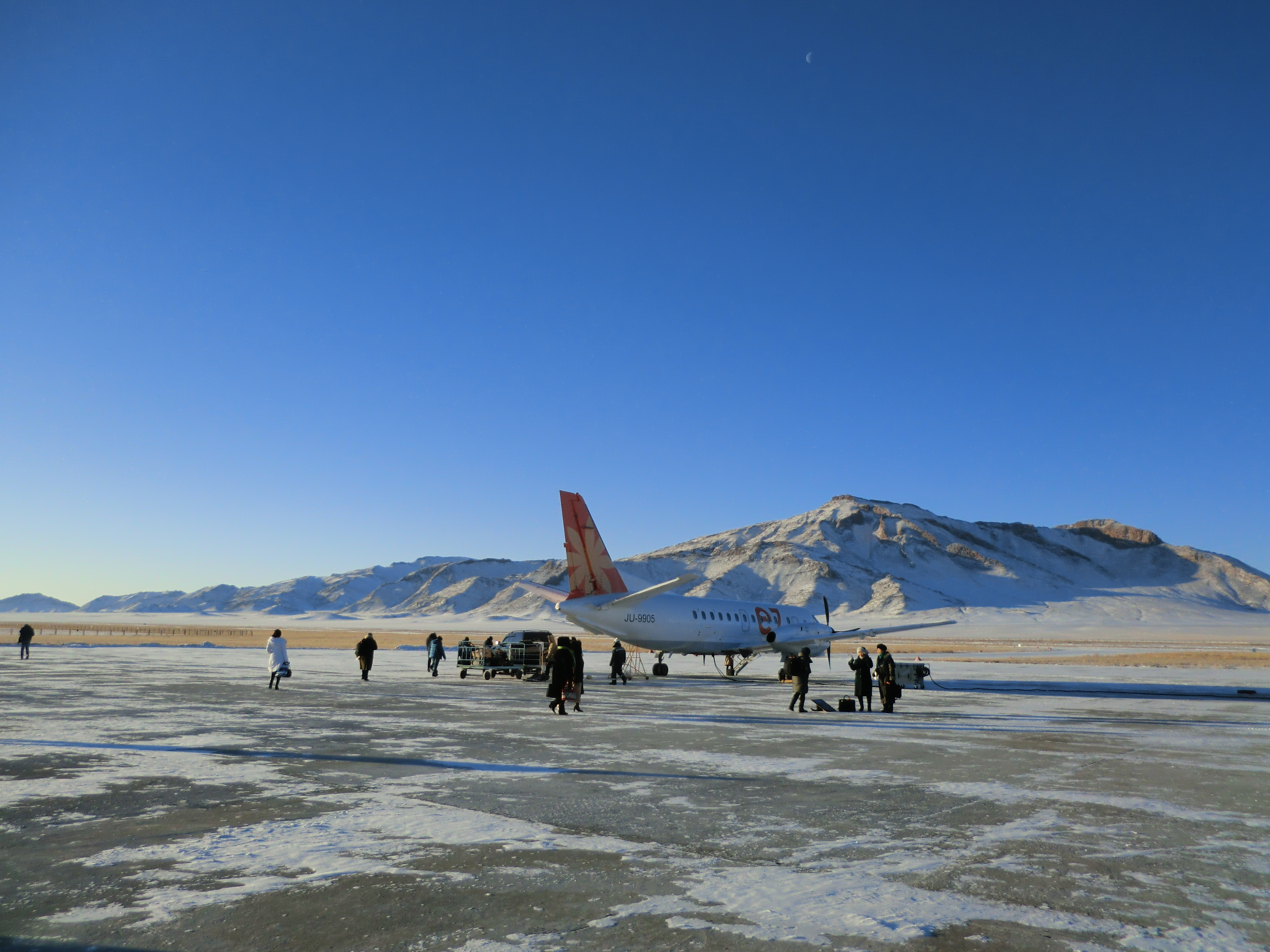
Passagiers bij een propellervliegtuig naar Ulaanbaatar, op Donoi Airport (Uliastaj) Zavhan, Mongolië

Het oude vliegveld dicht bij de stad heeft twee onverharde banen, maar wordt niet meer gebruikt. In 2002 werd het Donoj-vliegveld aangelegd, 25 km ten westen van de stad nabij Aldarhaan, en dit voorziet Uliastaj met regelmatige vluchten op Ulaanbaatar.

## Bezienswaardigheden
Museums
- Museum van beroemde mensen – gewijd aan voormalige inwoners van de provincie Zavhan; het museum heeft spullen in bezit die toebehoorden aan Mongoolse ministers, presidenten, generaals en boeddhistische heiligen (Хутагт).
- Historisch Museum – Zavhan's natuur- en cultuurhistorisch museum.

Kloosters
- Togs Bojant Javlhant – gevestigd op een heuveltop met uitzicht over de Chigestajrivier, juist ten noorden van de hoofdstraat, beschikt deze tempel over een traditionele Mongoolse joert, verschillende stoepa's en een groot standbeeld van Bodhisattva.
- Ochirpurev Tsogt – een kleine tempel van de Nyingma-traditie van het Tibetaans boeddhisme; in de hoofdstraat nabij de museums.

Javlhant Tolgoj
Naast de Togs Boyant Javlhant tempel, een paviljoen op de heuveltop, omgeven door standbeelden van een eland, Siberische steenbok, en het argali bergschaap. 

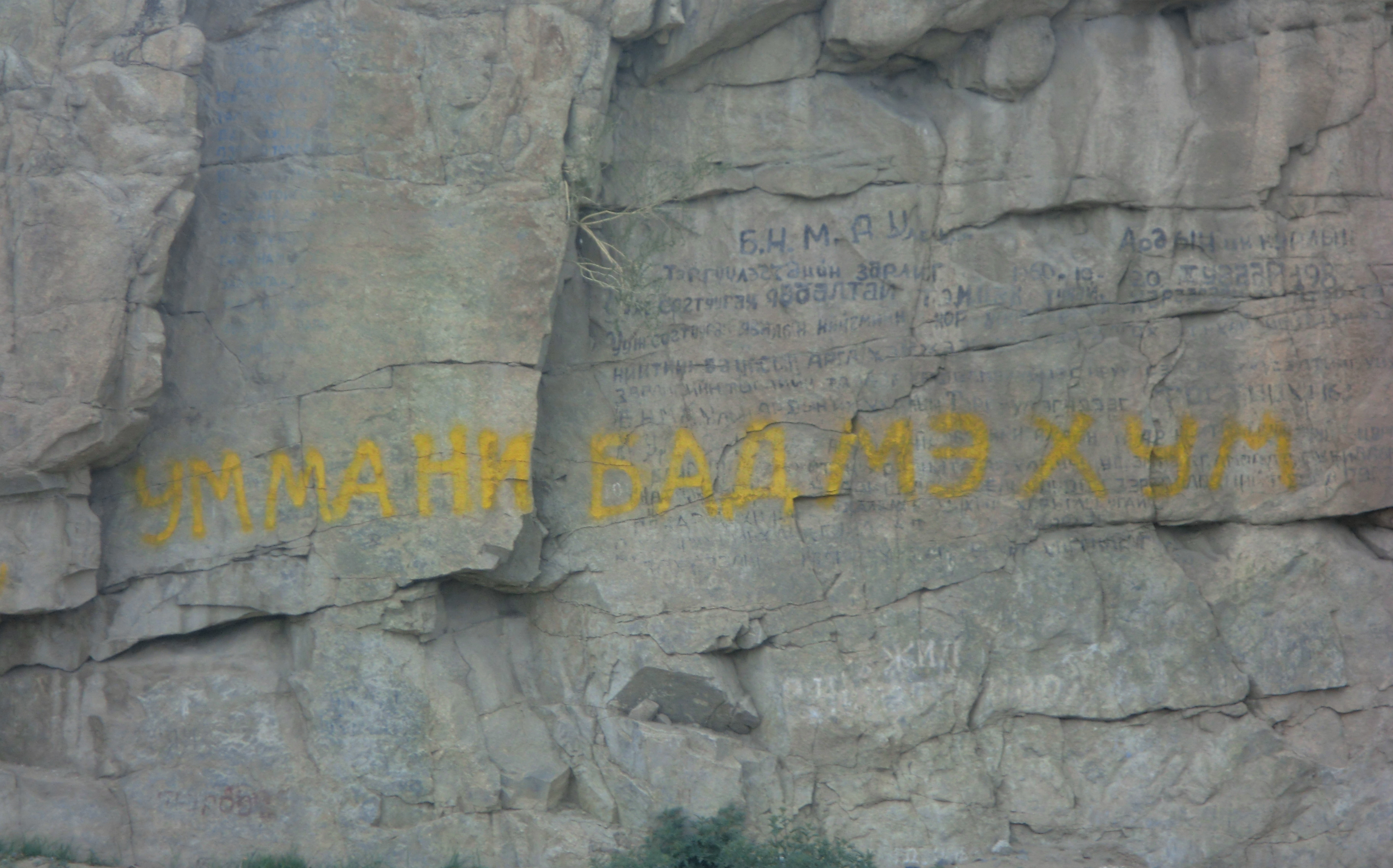
Mantra als graffiti bij het Togs Bojant Javlhant klooster. Vertaling van de Mongoolse letters: "Om mani padme hum".

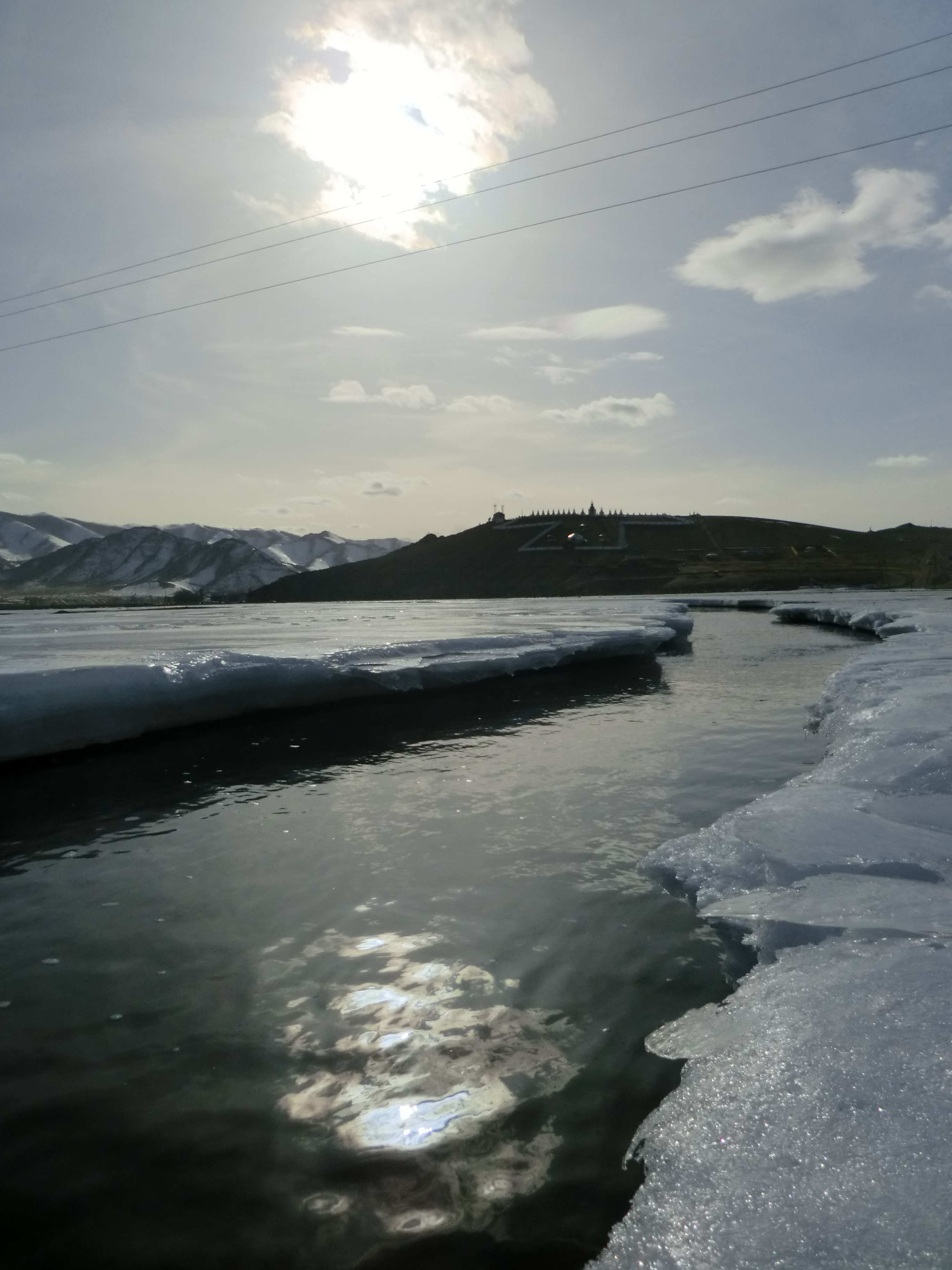
Chigestaj-rivier buiten Uliastaj (Javhlant tempel op de achtergrond

## Klimaat
Uliastaj heeft een koud steppeklimaat, code BSk volgens de klimaatclassificatie van Köppen. De winters zijn droog en erg koud, de zomers warm en vrij kort.
De gemiddelde maximumtemperatuur overdag bedraagt in januari -15°C en in juli 23°C; het gemiddeld minimum in januari ligt rond -28°C. De jaarlijkse neerslaghoeveelheid is 210 mm; de minst droge maand is juli met rond de 65 mm.